# 風土伝承館杉浦醫院
風土伝承館杉浦醫院（ふうどでんしょうかんすぎうらいいん）は、山梨県中巨摩郡昭和町西条新田にある、大正時代の医師杉浦健造とその娘婿である三郎の業績を伝えるために、昭和町が2010年に2人の医院を復元して開館させた展示施設である。
杉浦健造と杉浦三郎は、日本住血吸虫症の治療と、病気予防の知識啓蒙活動を行い、さらに病気の中間宿主であるミヤイリガイの撲滅のために私財を投じて活動を始め、やがてそれは官民一体による「地方病撲滅運動」に発展した。

## 杉浦医師父子と日本住血吸虫症
甲府盆地の一部には、手足が痩せ細り、腹水により腹部が大きく脹れ、最終的に肝硬変などを合併し死亡する風土病があり、発病したら回復することのない原因不明の奇病として古くから恐れられていた。1913年（大正2年）にいたり、ようやくミヤイリガイを中間宿主とする日本住血吸虫が体内に侵入することが原因であることが特定された。
中巨摩郡西条村（現在の昭和町）の杉浦健造医師と健造の娘婿である三郎医師は、代々同村で開業医として多くの同病患者の治療に当たっていたが、この疾患が特定の条件下での経皮感染によってのみ罹る寄生虫病であったため、正しい知識を住民に伝え、予防が重要である事の啓蒙活動を行った。しかし感染防止のむずかしさを目の当たりにし、私財を投じてミヤイリガイの撲滅への活動を始め、これが「地方病撲滅運動」から、「山梨県地方病撲滅期成組合」の結成へとつながった。

## 風土伝承館杉浦醫院の開館

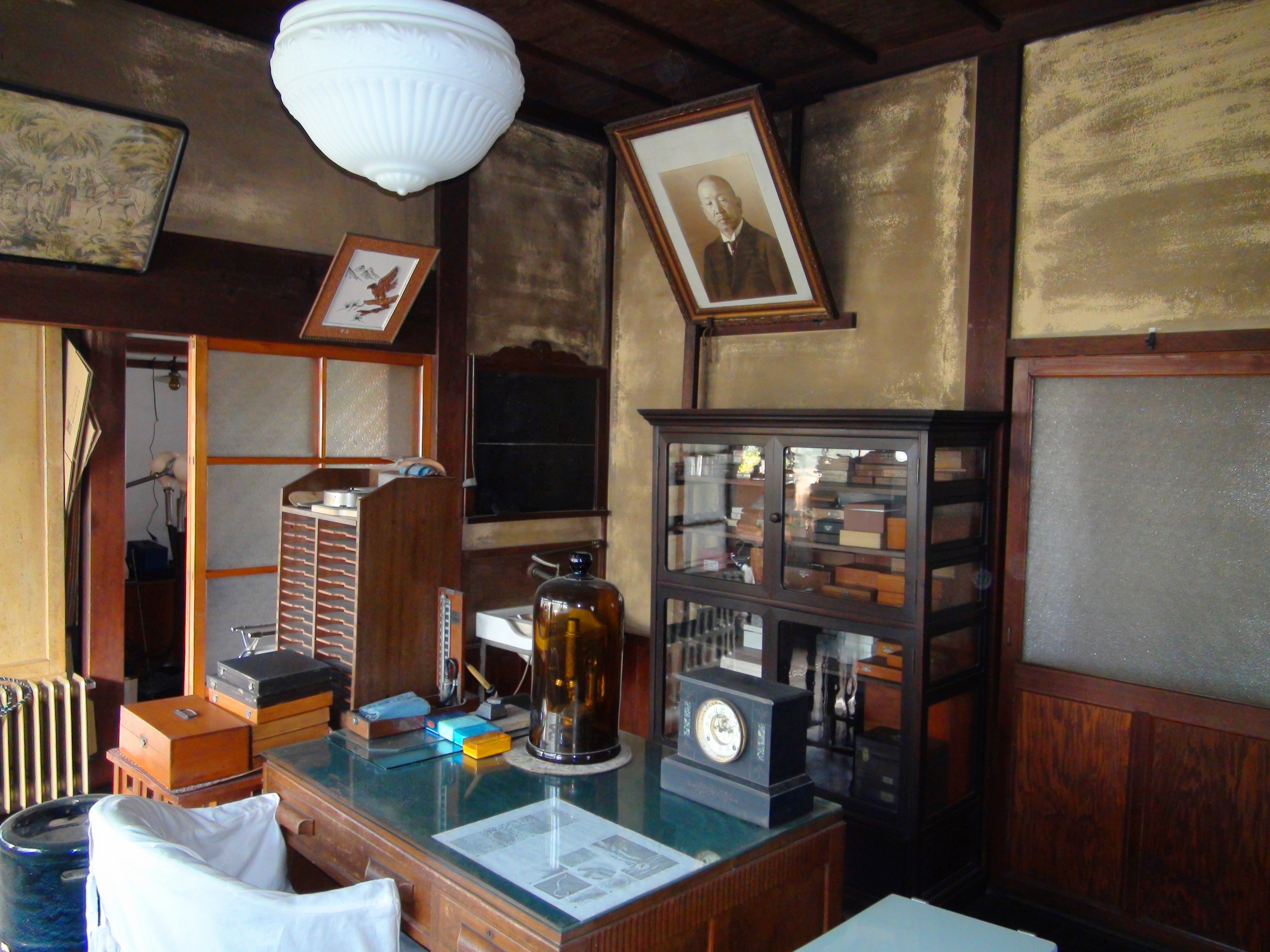
杉浦医院の診察室

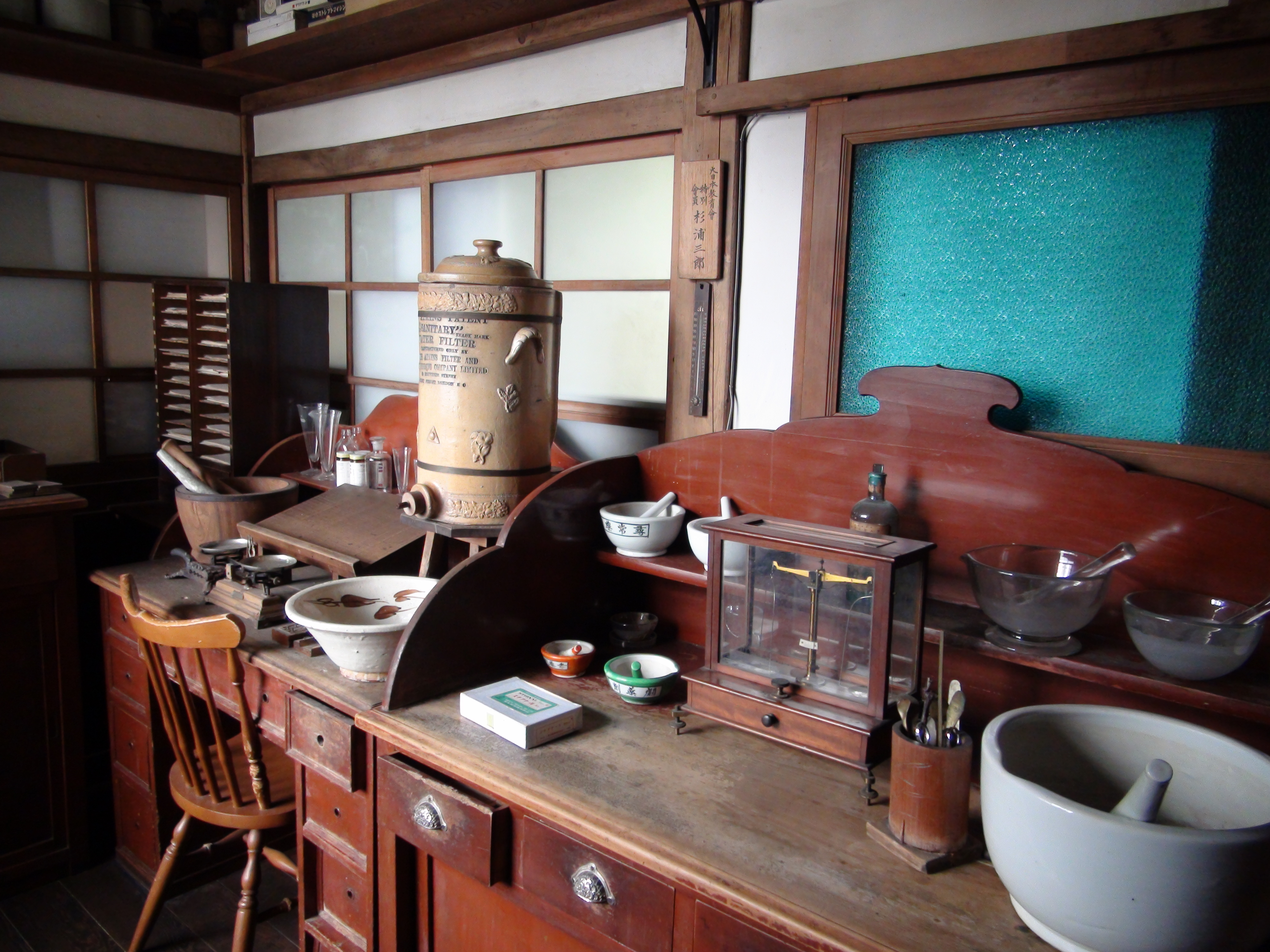
医療器具も当時のまま保存されている

杉浦醫院は三郎医師が亡くなった1977年（昭和52年）に閉院されたが、2010年（平成22年）に杉浦家の土地・建物を昭和町が購入し、同家より全ての収蔵品の寄贈を受けた。
昭和町では、地方病の研究・治療に生涯をかけた両医師の業績、病気に立ち向かった先人達の足跡を後世に伝承していくために『昭和町 風土伝承館杉浦醫院』として、2011年（平成23年）11月16日に設立公開した。
診察室や調剤室には、実際に使用された顕微鏡などが残されているほか、予防啓蒙のためのポスターや診察記録など、当時の様子を伝える資料が展示されている。

## 登録有形文化財
杉浦医院の敷地には医院として使用された建物以外にも、明治中期に建設された複数の建造物が残されており、2012年（平成24年）8月に国の登録有形文化財に登録された。
登録有形文化財に登録された建造物は、杉浦家住宅主屋、杉浦家住宅旧医院、杉浦家住宅屋敷蔵、杉浦家住宅土蔵、杉浦家住宅納屋の合計5件である。

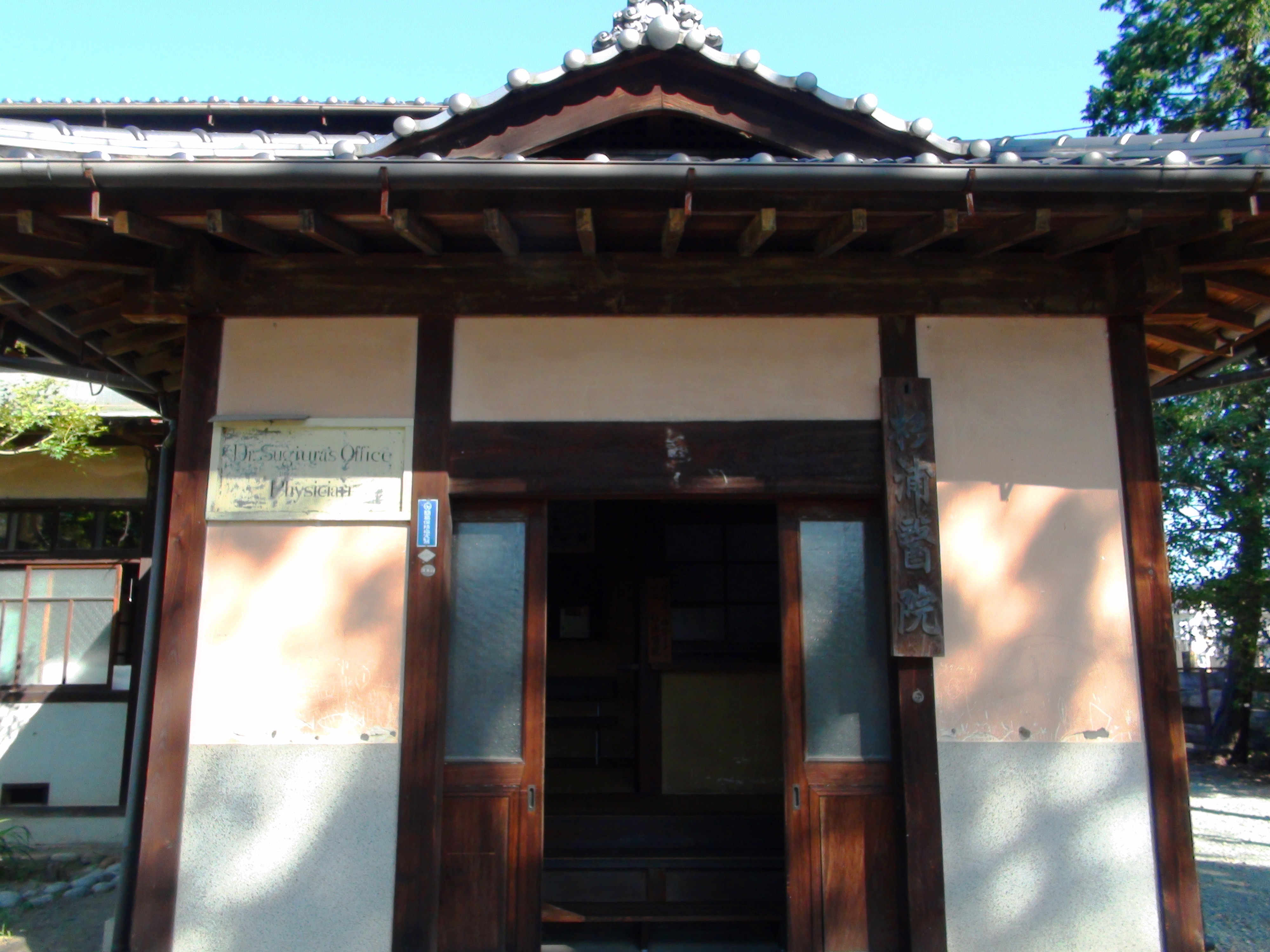
旧医院玄関
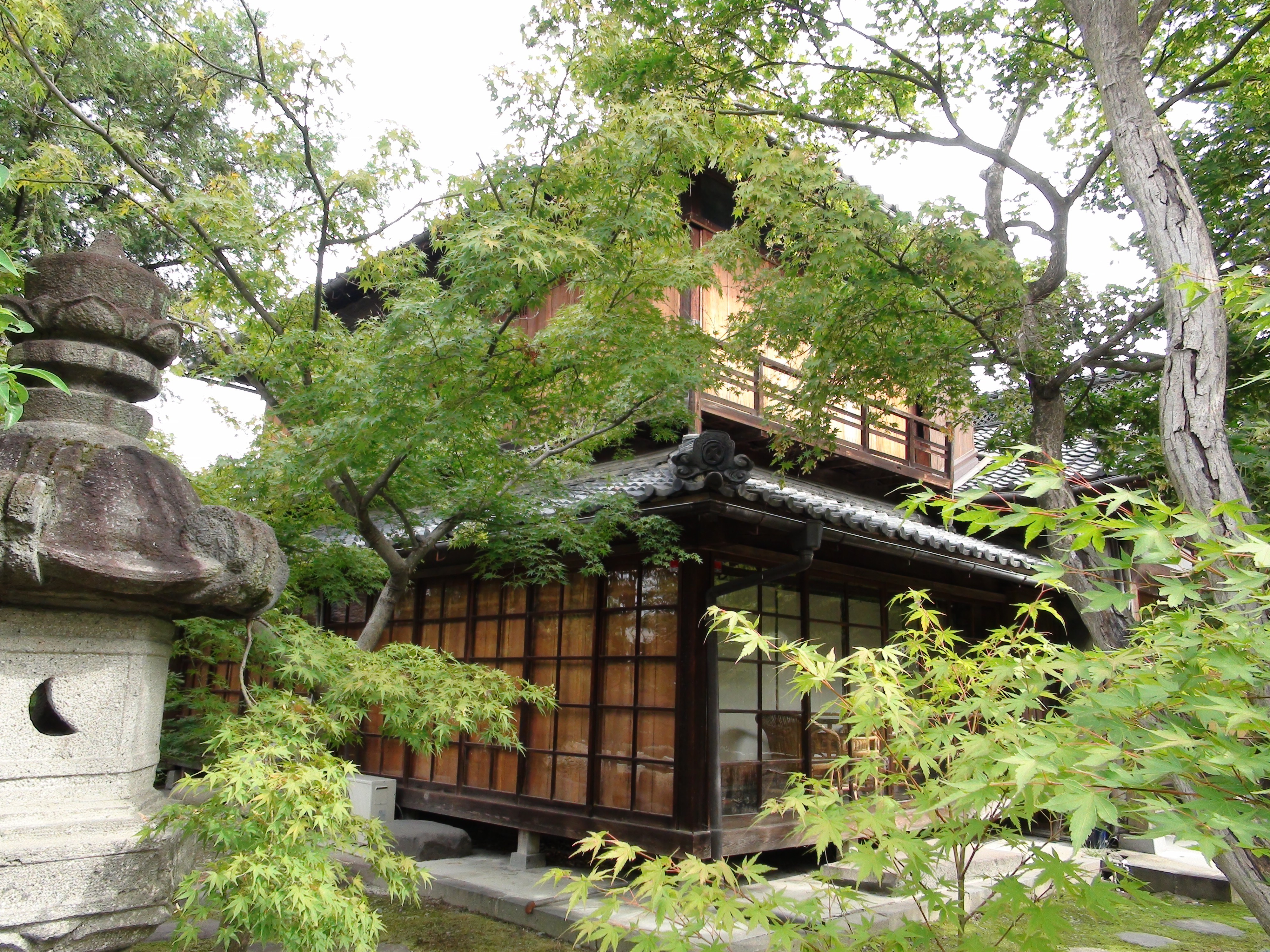
主屋
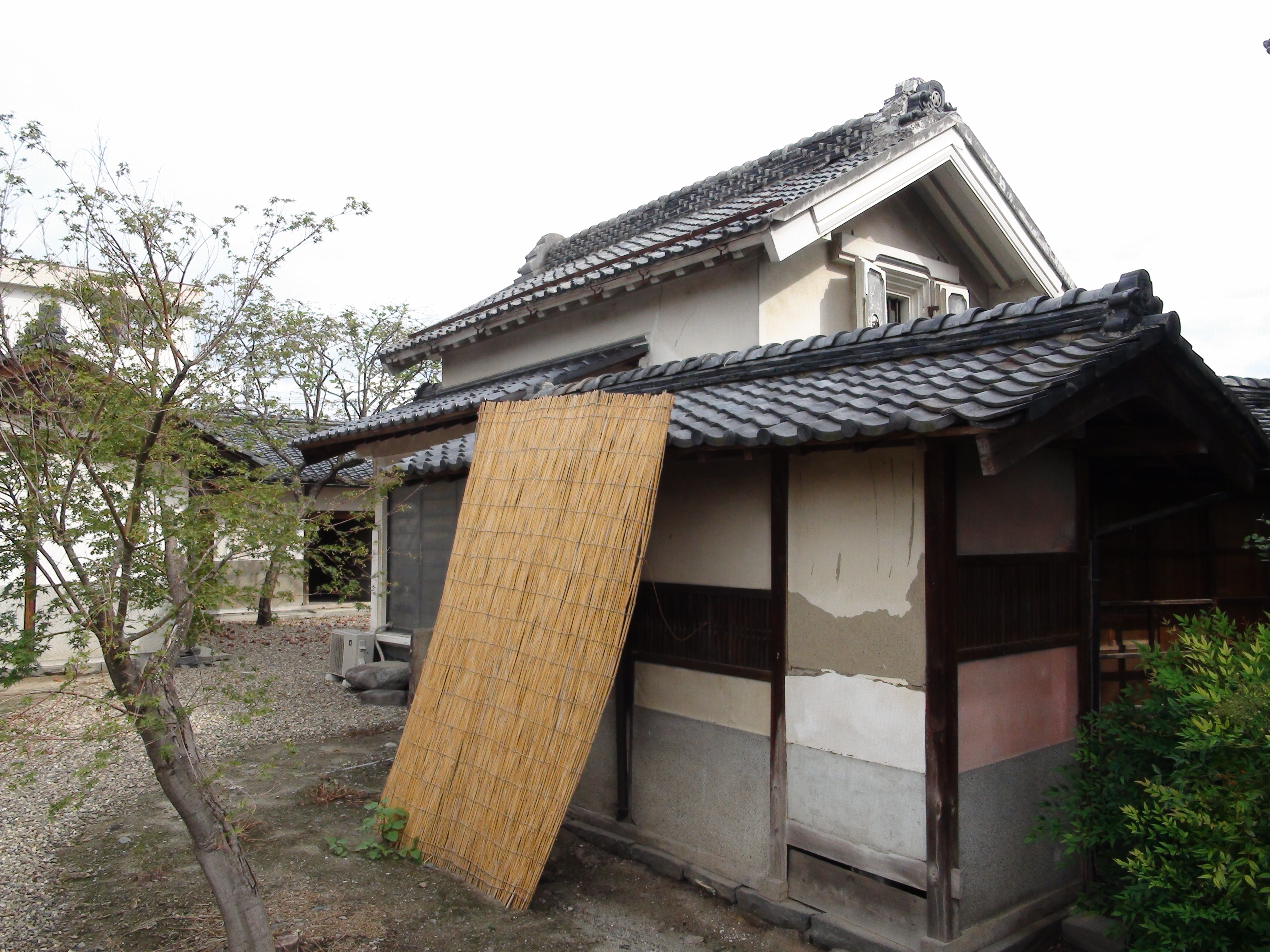
屋敷蔵
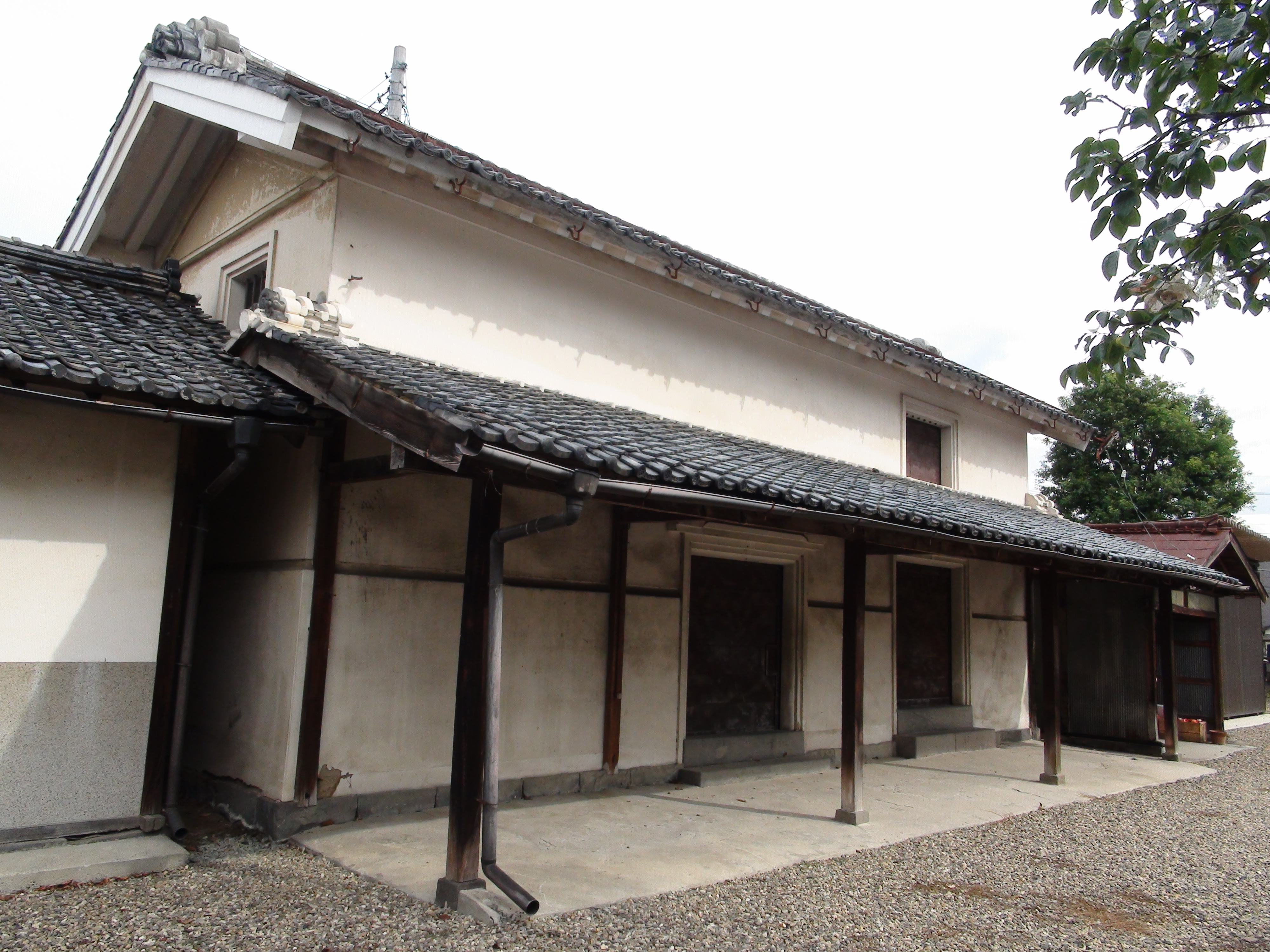
土蔵
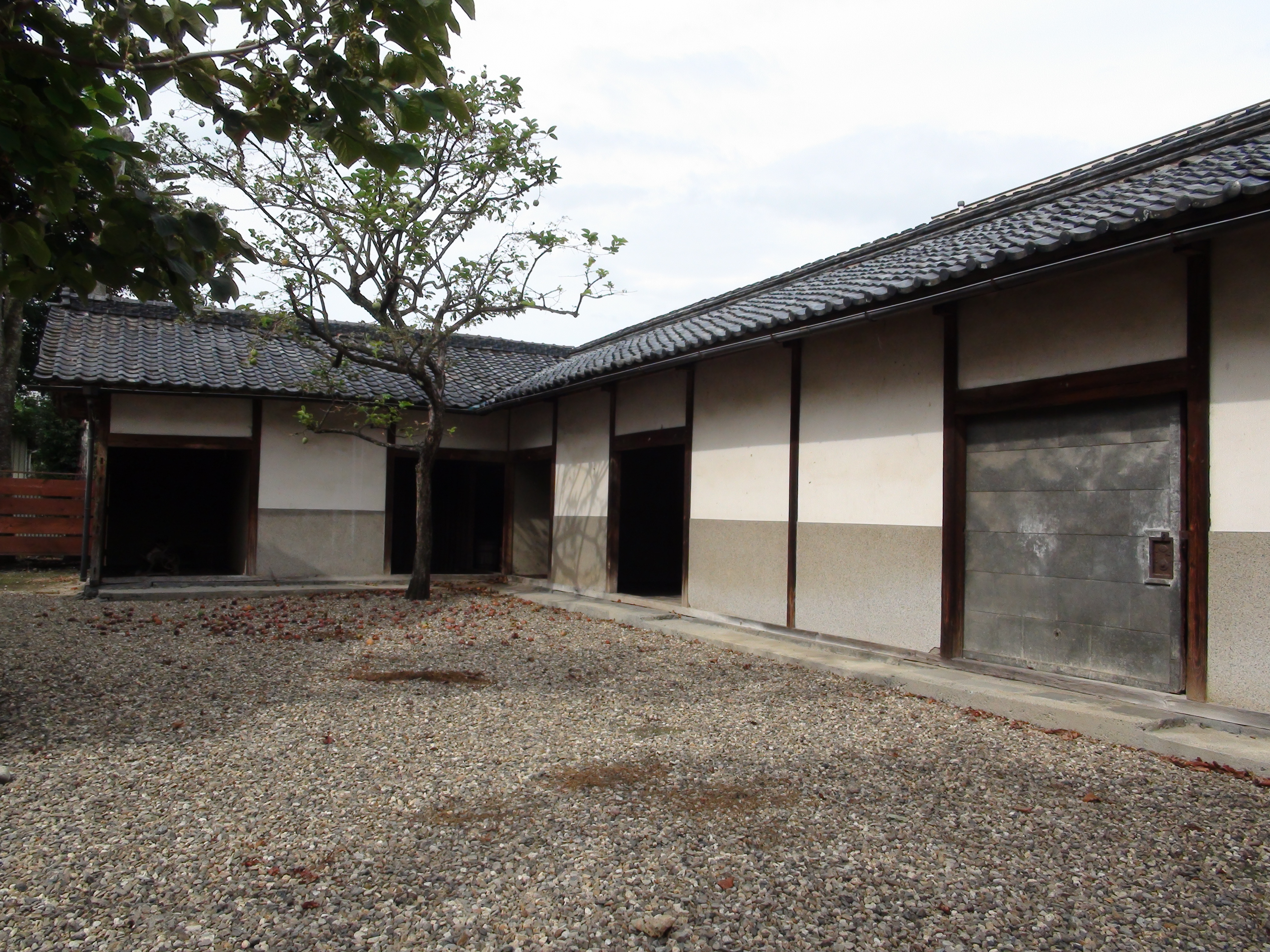
納屋